# 小姫
小姫（おひめ、天正13年（1585年） - 天正19年7月9日（1591年8月27日））は、安土桃山時代の女性。織田信雄の長女で豊臣秀吉の養女。徳川秀忠の正室となったが早世。

## 生涯
織田信雄の長女として誕生。『多聞院日記』に天正18年（1590年）の祝言の時点で6歳と記述があるため逆算すれば天正13年（1585年）の生まれとなる。『寛政重修諸家譜』巻489「織田」では生母を北畠具教の娘（千代御前）としているが、彼女は三瀬の変（天正4年（1576年））のときに自害しているので、誤伝である。
『多聞院日記』によれば「小姫君」は「本所御茶筅（織田信雄）」の娘として生まれ、2，3歳の時に豊臣秀吉の養女となったという。フロイス『日本史』Ⅰに天正15年（1587年）7月14日に九州平定から帰還した秀吉が「ある貴人の娘」を養女として大坂城で盛大な祝宴を催したとの記述があるため、彼女を秀吉が養女としたのは同年秋ごろとみられる。
天正18年（1590年）1月21日、6歳のとき上洛した12歳の徳川長丸（秀忠）と聚楽城・浅野長政邸で祝言を挙げた（『多聞院日記』『晴豊記』）。縁組は織田家と徳川家ではなく、豊臣家と徳川家の縁組という意義を強く持っていた。秀吉は関東出陣前に徳川家との絆の強化を意図しており、この結果が6歳での婚儀となった。また、同月14日には、家康の後室となっていた秀吉の妹・朝日姫が亡くなっているが、23日までこれを秘匿して祝言を挙行している。このため、朝日姫の死によって豊臣家と徳川家の婚姻関係の消滅することを憂慮した秀吉によって企図された婚姻関係であったとする見方もある。秀忠は2週間足らずの短い上洛期間に秀吉との初対面や祝言などをこなしているが、上洛の目的そのものが縁組であり、小姫を「秀忠の妻」という徳川から豊臣に対する人質という地位につけるために行われたものであるという指摘がなされている。
ただし、小姫の年齢が当時6歳と幼かったことから、天正18年段階では縁組の取り決めを内外に宣言する、現代で言うところの「婚約式」を行ったもので、正式な輿入れが実現する前に小姫の早世があったため正式な婚姻には至らなかったとする見方もある。
父・信雄の改易後も、聚楽第の北政所のもとで養育されたとみられ、秀吉の書状にも「おひめ」として頻繁に現れる。
天正19年（1591年）7月9日死去（『時慶卿記』）。死後は天瑞寺で法要が行われた。戒名の「甘棠院殿桂林宗香禅定尼」、「小夫人」の美称は7歳の童女としては異例の扱いである。
文禄2年（1593年）4月に「北政所殿御養子姫君」の霊気が気に掛かるとして豊臣秀次の若政所から相談を受けた吉田兼見は、北政所からも神に祀るよう依頼があったと回答しており、大坂城に「霊社」が造営されている。この神に祀られた「姫君」は小姫であったと考えられる。
なお、『寛政重修諸家譜』では、天正18年（1590年）の実父・信雄の改易によって離婚後、織田家に復籍し、その後佐々一義と再婚して寛永18年（1641年）まで生きたと記述している。ただし、天童藩織田家の系譜においては秀吉の養女になった娘と一義に嫁いだ娘を別人としている。また、前述のように秀吉の養女として豊臣・徳川両家の婚姻関係の成立を目的としていたとした場合、実父・信雄の問題で豊臣・徳川両家の政略に基づく婚姻関係を破棄するとは考えづらいと思われる。